# Diocese de Sete Lagoas

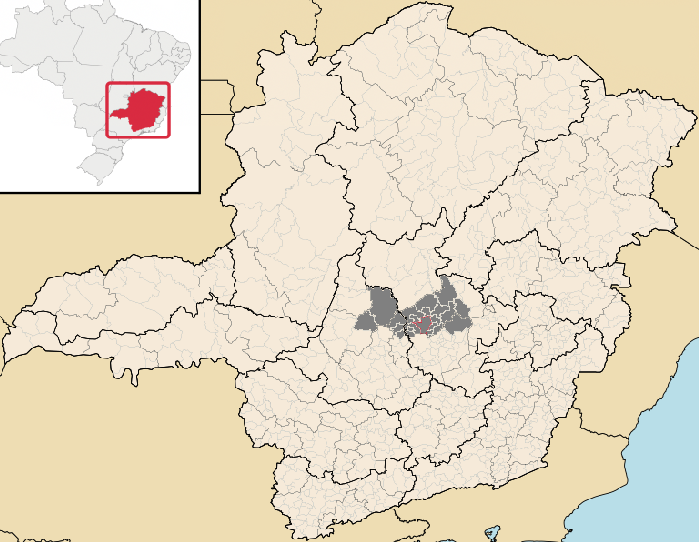
Mapa da Diocese de Sete Lagoas.

Regional CNBB Leste 2.

A Diocese de Sete Lagoas (Dioecesis Septemlacunensis), é uma diocese católica romana, localizada na cidade de Sete Lagoas, na província eclesiástica de Belo Horizonte, no Brasil. Criada no dia 16 de julho de 1955. É presidida por Dom Francisco Cota de Oliveira.

## História
Erigida em 16 de julho de 1955, através do desmembramento territorial das Arquidioceses de Belo Horizonte e Diamantina.
No dia 20 de setembro de 2017 a Santa Sé nomeou como novo bispo, Dom Aloísio Vitral no qual sucedeu Dom Guilherme Porto. A posse ficou programada para o dia 16 de dezembro às 10 horas.

## Municípios
- Araçaí
- Baldim
- Cachoeira da Prata
- Caetanópolis
- Capim Branco
- Cordisburgo
- Fortuna de Minas
- Funilândia
- Inhaúma
- Jaboticatubas
- Jequitibá (Minas Gerais)
- Maravilhas
- Martinho Campos
- Matozinhos
- Papagaios
- Paraopeba
- Pequi (Minas Gerais)
- Pompéu
- Prudente de Morais (Minas Gerais)
- Santana de Pirapama
- Santana do Riacho
- Sete Lagoas

## Bispos
| #               | Nome                            | Período    | Notas                    |
| Bispos          | Bispos                          | Bispos     | Bispos                   |
| --------------- | ------------------------------- | ---------- | ------------------------ |
| 6º              | Francisco Cota de Oliveira      | 2020-atual |                          |
| 5º              | Aloísio Jorge Pena Vitral       | 2017-2020  |                          |
| 4º              | Guilherme Porto                 | 1999-2017  |                          |
| 3º              | José de Lima                    | 1981-1999  |                          |
| 2º              | Daniel Tavares Baeta Neves      | 1964-1980  |                          |
| 1º              | José de Almeida Batista Pereira | 1955-1964  | Nomeado Bispo de Guaxupé |
| Bispo-coadjutor |                                 |            |                          |
|                 | Guilherme Porto                 | 1998-1999  |                          |